# Haakon V di Norvegia
Haakon V di Norvegia (Tønsberg, 10 aprile 1270 – Tønsberg, 8 maggio 1319) fu re di Norvegia dal 1299 al 1319. Fu l'ultimo re della dinastia Bellachioma, che si estinse con lui.

## Biografia
Era il figlio più giovane di Magnus VI di Norvegia e di Ingeborg di Danimarca. Riprese la guerra iniziata da suo fratello contro la Danimarca stipulando la pace nel 1309. In politica interna cercò di rafforzare il potere della monarchia a svantaggio della nobiltà locale.
Durante il suo regno fece erigere, a difesa dei confini del regno, le fortezze di Akershus, Vardøhus e Bohus. Fu proprio Håkon V infatti a spostare la corte da Bergen a Oslo, diventando dunque il primo re a risiedere in quella che è tuttora la capitale del regno di Norvegia.
Sposò Eufemia di Rugia da cui ebbe una figlia:
- Ingeborg Håkansdotter, che sposò Erik Magnusson.

Alla sua morte salì sul trono il nipote Magnus VII di Norvegia.

## Ascendenza
|                       |                           |                           | Genitori                 |  |  | Nonni |  |  | Bisnonni               |  |  | Trisnonni            |  |
|                       |                           |                           |                          |  |  |       |  |  | Haakon III di Norvegia |  |  | Sverre I di Norvegia |  |
|                       |                           |                           |                          |  |  |       |  |  | Haakon III di Norvegia |  |  | Sverre I di Norvegia |  |
|                       |                           | Astrid Roesdatter         |                          |  |  |       |  |  | Haakon III di Norvegia |  |  |                      |  |
| Haakon IV di Norvegia |                           |                           |                          |  |  |       |  |  | Haakon III di Norvegia |  |  |                      |  |
|                       |                           | Inga di Varteig           | …                        |  |  |       |  |  |                        |  |  |                      |  |
|                       |                           | Inga di Varteig           | …                        |  |  |       |  |  |                        |  |  |                      |  |
|                       |                           | Inga di Varteig           | …                        |  |  |       |  |  |                        |  |  |                      |  |
| Magnus VI di Norvegia |                           | Inga di Varteig           |                          |  |  |       |  |  |                        |  |  |                      |  |
|                       |                           | Skule Bårdsson            | Bård Guttormsson         |  |  |       |  |  |                        |  |  |                      |  |
|                       |                           | Skule Bårdsson            | Bård Guttormsson         |  |  |       |  |  |                        |  |  |                      |  |
|                       |                           | Skule Bårdsson            | Ragnfrid Erlingsdotter   |  |  |       |  |  |                        |  |  |                      |  |
| Margrét Skúlesdóttir  |                           | Skule Bårdsson            |                          |  |  |       |  |  |                        |  |  |                      |  |
|                       |                           | Ragnhild Jonsdatter       | Jon Torbergsson          |  |  |       |  |  |                        |  |  |                      |  |
|                       |                           | Ragnhild Jonsdatter       | Jon Torbergsson          |  |  |       |  |  |                        |  |  |                      |  |
|                       |                           | Ragnhild Jonsdatter       | Ragnhild Erlingsdotter   |  |  |       |  |  |                        |  |  |                      |  |
| Haakon V di Norvegia  |                           | Ragnhild Jonsdatter       |                          |  |  |       |  |  |                        |  |  |                      |  |
|                       | Valdemaro II di Danimarca | Valdemaro I di Danimarca  |                          |  |  |       |  |  |                        |  |  |                      |  |
|                       | Valdemaro II di Danimarca | Valdemaro I di Danimarca  |                          |  |  |       |  |  |                        |  |  |                      |  |
|                       | Valdemaro II di Danimarca | Sofia di Minsk            |                          |  |  |       |  |  |                        |  |  |                      |  |
| Eric IV di Danimarca  | Valdemaro II di Danimarca |                           |                          |  |  |       |  |  |                        |  |  |                      |  |
|                       |                           | Berengaria del Portogallo | Sancho I del Portogallo  |  |  |       |  |  |                        |  |  |                      |  |
|                       |                           | Berengaria del Portogallo | Sancho I del Portogallo  |  |  |       |  |  |                        |  |  |                      |  |
|                       |                           | Berengaria del Portogallo | Dolce di Barcellona      |  |  |       |  |  |                        |  |  |                      |  |
| Ingeborg di Danimarca |                           | Berengaria del Portogallo |                          |  |  |       |  |  |                        |  |  |                      |  |
|                       |                           | Alberto I di Sassonia     | Bernardo di Sassonia     |  |  |       |  |  |                        |  |  |                      |  |
|                       |                           | Alberto I di Sassonia     | Bernardo di Sassonia     |  |  |       |  |  |                        |  |  |                      |  |
|                       |                           | Alberto I di Sassonia     | Birgitte di Danimarca    |  |  |       |  |  |                        |  |  |                      |  |
| Jutta di Sassonia     |                           | Alberto I di Sassonia     |                          |  |  |       |  |  |                        |  |  |                      |  |
|                       |                           | Agnes d'Austria           | Leopoldo VI di Babenberg |  |  |       |  |  |                        |  |  |                      |  |
|                       |                           | Agnes d'Austria           | Leopoldo VI di Babenberg |  |  |       |  |  |                        |  |  |                      |  |
|                       |                           | Agnes d'Austria           | Teodora Angelina         |  |  |       |  |  |                        |  |  |                      |  |
|                       |                           | Agnes d'Austria           |                          |  |  |       |  |  |                        |  |  |                      |  |